# Chrysops cincticornis
Chrysops cincticornis är en tvåvingeart som beskrevs av Walker 1848. Chrysops cincticornis ingår i släktet Chrysops och familjen bromsar. Inga underarter finns listade i Catalogue of Life.